# Atarote
Atarote era uma cidade situada ao leste do rio Jordão.Esta região era considerada especialmente própria para o gado das tribos de Gade e Rubem. A cidade foi depois reconstruída pelos gaditas.
A Pedra Moabita do Rei Mesa menciona este lugar, nas linhas 10 e 11 da inscrição. Ela diz em parte: "Ora, os homens de Gade sempre haviam morado na terra de Atarote, e o rei de Israel construíra para eles Atarote; mas eu lutei contra a cidade e a tomei, e matei todo o povo da cidade . . . E eu trouxe de volta de lá Arel (ou Oriel), seu maioral . . . e fixei ali homens de Sarom e homens de Maarite."
Atualmente este lugar é Khirbet ‛Attarus, ao leste do mar Morto e a uns 13 km ao noroeste de Díbon (mencionada depois de Atarote em Números 32:3. Suas ruínas estão situadas na encosta oeste dum monte que leva o mesmo nome e que tem cerca de 750 metros de altitude. 